# Stazione di Cormano-Brusuglio
La stazione di Cormano-Brusuglio era una stazione ferroviaria posta sulla linea Milano-Asso, a servizio del centro abitato di Cormano e della sua frazione di Brusuglio.
Si trattava di un impianto con due binari e due banchine laterali di cui una dotata di pensilina.
Negli ultimi anni, la struttura era gestita da Ferrovienord.

## Movimento
La stazione era storicamente servita dai treni della linea Milano-Asso delle Ferrovie Nord, la cui tratta fino a Mariano Comense era stata integrata negli ultimi anni nel servizio ferroviario suburbano di Milano.

## La stazione oggi

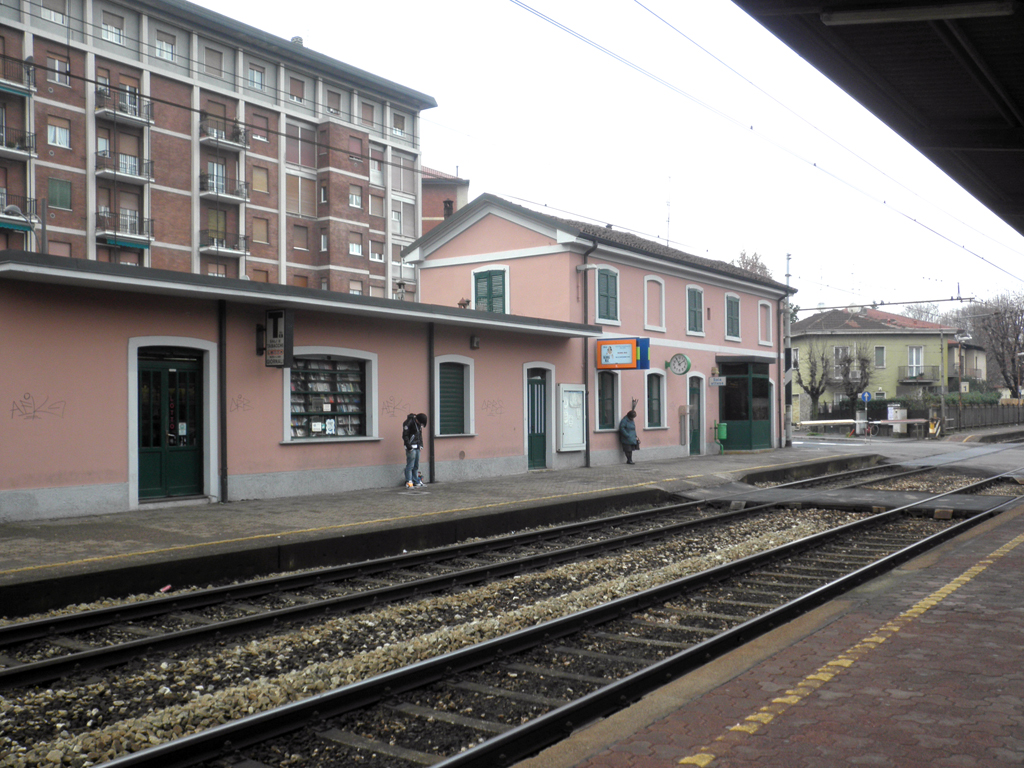
Il piazzale binari

La stazione è stata sostituita dalla nuova stazione unificata di Cormano-Cusano che è stata costruita in sostituzione delle precedenti stazioni di Cusano Milanino e Cormano-Brusuglio.
Il 7 aprile 2009 venne indetta la conferenza di servizi per la valutazione e l'approvazione del progetto preliminare. Il 10 febbraio 2010 venne approvato il progetto preliminare, con un investimento stimato di 30,3 milioni di euro..
Nell'intervento di riqualificazione dell'area tra le stazioni di Cusano Milanino e Cormano vennero compresi la realizzazione del terzo binario di linea, la costruzione di un sottopasso ciclopedonale dotato di ascensore in sostituzione del passaggio a livello di via Caduti della Libertà in Cormano e la realizzazione di una passerella ciclopedonale in prossimità del fabbricato viaggiatori della vecchia stazione di Cusano Milanino, in sostituzione del passaggio a livello di via Galilei in Cusano Milanino.